# Gemeinschaft der Sahel-Sahara-Staaten

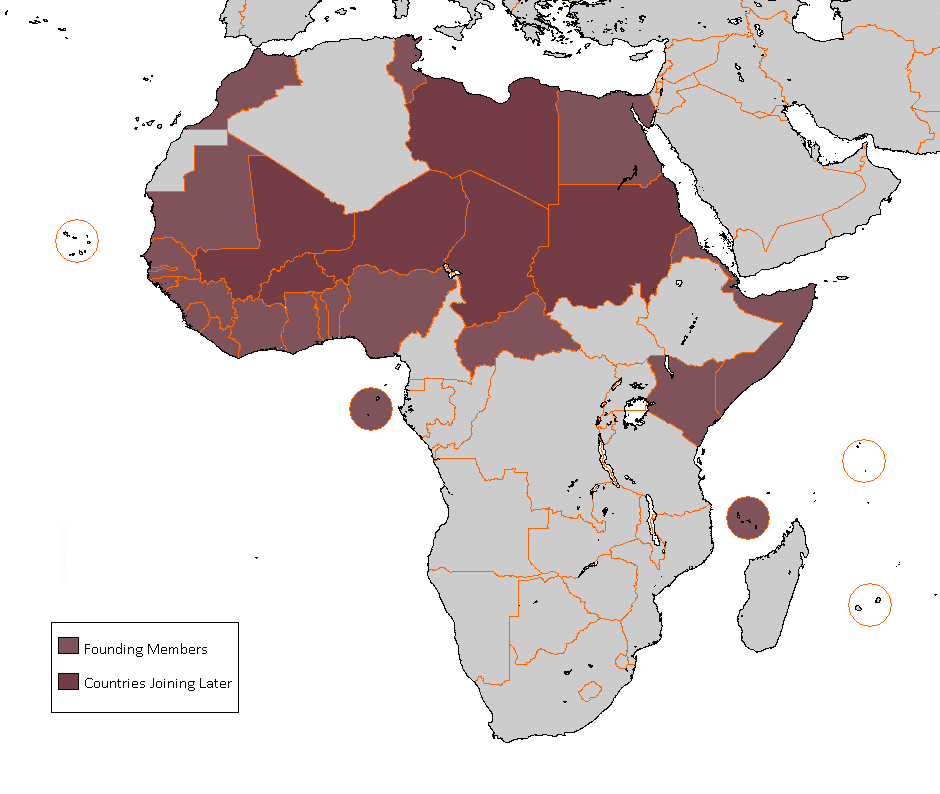
Karte der Mitgliedsstaaten

Die Gemeinschaft der Staaten des Sahel und der Sahara (englisch Community of Sahel-Saharan States; französisch Communauté des Etats Sahélo-Sahariens; CEN-SAD, arabisch تجمع دول الساحل والصحراء, DMG taǧammuʿ duwal as-sāḥil wa-ṣ-ṣaḥrāʾ) ist eine Gemeinschaft afrikanischer Staaten, die die Einrichtung einer Freihandelszone zum Ziel hat. Sie bildet die größte Regionalorganisation Afrikas (Regionale Wirtschaftsgemeinschaft), was Mitgliederzahl, Einwohner und Fläche betrifft. Bestrebungen einer eigenen Staatengemeinschaft innerhalb der Sahelzone reichen bereits in die Jahre 1959, 1977 bzw. 1981 zurück.

## Geschichte und Entwicklung
Die Gemeinschaft der Sahel-Sahara-Staaten wurde am 4. Februar 1998 auf Initiative des ehemaligen libyschen Präsidenten Muammar al-Gaddafi in Tripolis von sechs Ländern gegründet, bis 2009 wuchs sie auf 29 Mitgliedsstaaten an. Zu ihren Hauptzielen gehört es, die wirtschaftliche Integration durch freie Bewegung von Menschen und Gütern innerhalb ihres Gebietes voranzutreiben und eine Freihandelszone einzurichten. Auch soll eine gemeinsame Bank für Investitionen und Handel (Banque Sahélo-Saharienne pour l'Investissement et Commerce BSIC) gegründet werden. Im Jahr 2000 klassifizierte sie die Vorgängerorganisation der Afrikanischen Union, die OAU, aus oben genannten Gründen offiziell als Wirtschaftsgemeinschaft.
Organe der CEN-SAD sind die Konferenz der Staatsoberhäupter (Conference of the Heads of States); der Exekutivrat (Executive Council); das Generalsekretariat (Secretariat General) sowie der Ökonomische, soziale und kulturelle Rat (Economic, Social and Cultural Council / ESCC).
Auf internationaler Ebene hat die CEN-SAD seit 2001 Beobachterstatus in der UN-Generalversammlung, zudem ist sie durch Assoziazions- und Kooperationsvereinbarungen mit der UN-Wirtschaftskommission für Afrika, mit spezialisierten UN-Agenturen wie UNDP, WHO, UNESCO, FAO und dem Comité permanent Inter-etats de Lutte contre la Sécheresse dans le Sahel verbunden.
Alle Mitgliedsstaaten der CEN-SAD sind auch Mitglieder weiterer Wirtschaftsgemeinschaften, die gesamthaft eine Afrikanische Wirtschaftsgemeinschaft anstreben. Die Errichtung der anvisierten CEN-SAD-Freihandelszone wäre praktisch schwer umzusetzen, da sich diese Zone mit den geplanten Zollunionen von Handelsblöcken wie ECOWAS, ECCAS und COMESA überschneiden würde, die in ihrer regionalen Integration bereits weiter fortgeschritten sind.
Auf der Konferenz im Juni 2007 befasste sich die CEN-SAD auch mit den bestehenden Konflikten in ihrem Gebiet; sie versuchte im Darfur-Konflikt zwischen Sudan und Tschad zu vermitteln und die Übergangsregierung Somalias zu stärken. 2008 wurden vor allem die Nahrungsmittelpreiskrise und der Friedensprozess in der Elfenbeinküste diskutiert.
Das 20. Gipfeltreffen der Staats- und Regierungschefs fand im Jahr 2014 in Marokko statt und war inhaltlich von der prekären Sicherheitslage im Gründungsland Libyen geprägt.
Beim bisher letzten Gipfeltreffen der CEN-SAD 2019 in N’Djamena, Tschad, wurde vor allem eine vertiefte Kooperation im Bereich der Prävention grenzüberschreitender Kriminalität eingefordert. Auch die Bedrohung durch wachsende terroristische Aktivitäten in der Region und die damit einhergehende Migrationsproblematik standen auf der Tagesordnung.

## Vorläufer

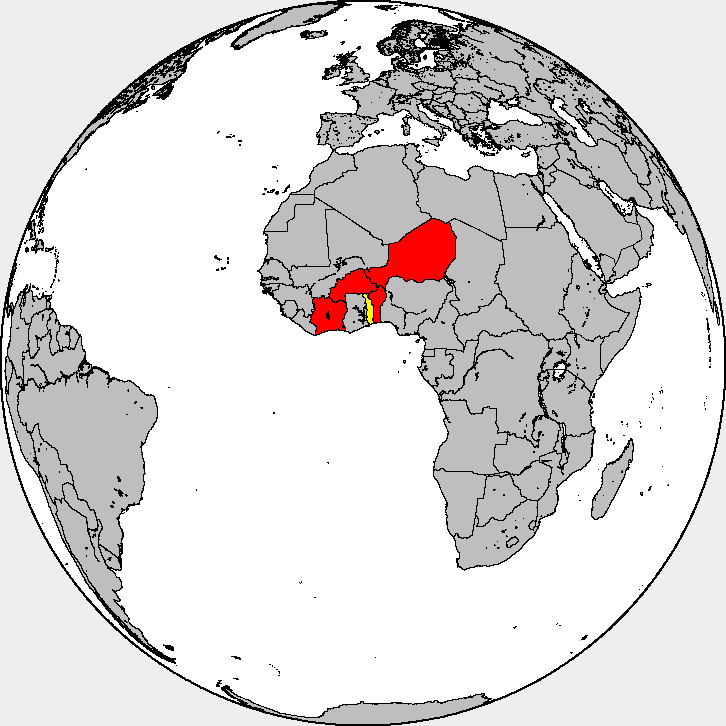
Union Sahel-Benin bzw. Entente

- Bereits 1959 hatte der ivorische Politiker Félix Houphouët-Boigny innerhalb der Französischen Gemeinschaft die autonomen Teilrepubliken Elfenbeinküste, Dahomey (heute Benin), Obervolta (heute Burkina Faso) und Niger in der Union Sahel-Benin zu koordinieren versucht. Nach der Unabhängigkeit 1960 gingen alle vier Republiken allerdings zunächst getrennte Wege, kamen aber noch bis 1966 im Conseil de l’Entente zusammen.
- Im März 1977 wurde in Nigers Hauptstadt Niamey die Union der Sahara-Anrainer (Pays Riverains du Sahara) gegründet. Mitgliedstaaten waren zunächst Algerien, Libyen, Mali, Niger und Tschad – auf der V. Gipfelkonferenz in Bamako 1980 schloss sich auch Mauretanien an. Die Mitglieder der Staatengemeinschaft kamen ihrem Ziel einer engen Kooperation auf wirtschaftlichem, sozialem, technischem und kulturellem Gebiet – vor allem jedoch dem Ziel einer Friedenszone – wegen mehrerer zwischenstaatlicher und innerer Konflikte – nicht näher. Eine Vermittlung Algeriens im Tschadischen Bürgerkrieg scheiterte 1981.
- Seit 1981 hatte der libysche Revolutionsführer Muammar al-Gaddafi einen Zusammenschluss Libyens mit Mali, Niger, Burkina Faso, Tschad und Sudan zu den „Vereinigten Staaten des Sahel“ angestrebt, 1989 forderte er sie auf, der Union des Arabischen Maghreb beizutreten. Beide Vorhaben scheiterten, doch eben jene sechs Staaten wurden 1998 die Gründerstaaten der CEN-SAD.

## Mitglieder

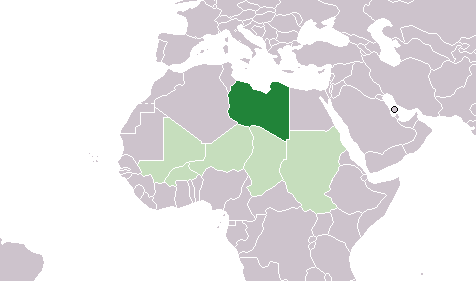
CEN-SAD-Initiator Libyen und die anderen fünf Gründungsmitglieder 1998

Gründungsmitglieder
- Burkina Faso
- Tschad
- Libyen
- Mali
- Niger
- Sudan

Später hinzugekommene Mitglieder
- Zentralafrikanische Republik (1999)
- Eritrea (1999)
- Dschibuti (2000)
- Gambia (2000)
- Senegal (2000)
- Ägypten (2001)
- Marokko (2001)
- Nigeria (2001)
- Somalia (2001)
- Tunesien (2001)
- Benin (2002)
- Togo (2002)
- Elfenbeinküste (2004)
- Guinea-Bissau (2004)
- Liberia (2004)
- Ghana (2005)
- Sierra Leone (2005)
- Komoren (2007)
- Guinea (2007)
- Mauretanien (2008)